# HD45719
HD45719 — хімічно пекулярна зоря спектрального класу
A0 й має видиму зоряну величину в смузі V приблизно  8,1.